# Абдулла-бий
Абдулла-бий (Абдулла-бий хаджи узб. Abdullabiy;) — государственный и военный деятель, инак, верховный кушбеги (1702—1710/1711 и 1711-1716) Бухарского ханства.

## Происхождение
Абдулла-бий по происхождению был из калмаков. 

## Политическая и военная деятельность
Абдулла-бий занимал должность верховного кушбеги во время правления бухарского хана — аштарханида Убайдулла-хана II (1702—1711), который незадолго перед своею гибелью отстранил Абдулла-бия от этой должности, предоставив её молодому дворцовому служителю из рабов, Туракули-бию и после Джавшану, а Абдулла-бия назначил в Балх верховным кушбеги 
После гибели Убайдулла-хана II и прихода к власти Абулфейз-хана (1711-1747) Джавшан был убит в Бухаре и в должность верховного кушбеги Бухары вторично был назначен Абдулла-бий. Он занимал эту должность до 1716 года, когда он был убит.